# Auch (quận)
Quận Auch là một quận của Pháp, nằm ở tỉnh Gers, trong vùng Occitanie. Quận này có 12 tổng và 154 xã.

## Các đơn vị hành chính

### Các tổng
Các tổng của quận Auch là: 
1. Auch-Nord-Est
2. Auch-Nord-Ouest
3. Auch-Sud-Est-Seissan
4. Auch-Sud-Ouest
5. Cologne
6. Gimont
7. L'Isle-Jourdain
8. Jegun
9. Lombez
10. Samatan
11. Saramon
12. Vic-Fezensac

### Các xã
Các xã của quận Auch, và mã INSEE là: 
| 1. Ansan (32002)                    | 2. Antras (32003)                 | 3. Ardizas (32007)               | 4. Aubiet (32012)                   |
| 5. Auch (32013)                     | 6. Augnax (32014)                 | 7. Auradé (32016)                | 8. Aurimont (32018)                 |
| 9. Auterive (32019)                 | 10. Barran (32029)                | 11. Bazian (32033)               | 12. Beaupuy (32038)                 |
| 13. Belmont (32043)                 | 14. Betcave-Aguin (32048)         | 15. Biran (32054)                | 16. Blanquefort (32056)             |
| 17. Boucagnères (32060)             | 18. Boulaur (32061)               | 19. Bédéchan (32040)             | 20. Bézéril (32051)                 |
| 21. Cadeillan (32069)               | 22. Caillavet (32071)             | 23. Callian (32072)              | 24. Castelnau-Barbarens (32076)     |
| 25. Castillon-Debats (32088)        | 26. Castillon-Massas (32089)      | 27. Castillon-Savès (32090)      | 28. Castin (32091)                  |
| 29. Catonvielle (32092)             | 30. Cazaux-Savès (32098)          | 31. Cazaux-d'Anglès (32097)      | 32. Clermont-Savès (32105)          |
| 33. Cologne (32106)                 | 34. Crastes (32112)               | 35. Duran (32117)                | 36. Durban (32118)                  |
| 37. Encausse (32120)                | 38. Endoufielle (32121)           | 39. Escornebœuf (32123)          | 40. Espaon (32124)                  |
| 41. Faget-Abbatial (32130)          | 42. Frégouville (32134)           | 43. Garravet (32138)             | 44. Gaujac (32140)                  |
| 45. Gaujan (32141)                  | 46. Gimont (32147)                | 47. Giscaro (32148)              | 48. Haulies (32153)                 |
| 49. Jegun (32162)                   | 50. Juilles (32165)               | 51. L'Isle-Arné (32157)          | 52. L'Isle-Jourdain (32160)         |
| 53. Labarthe (32169)                | 54. Labastide-Savès (32171)       | 55. Lahas (32182)                | 56. Lahitte (32183)                 |
| 57. Lamaguère (32186)               | 58. Lartigue (32198)              | 59. Lasseube-Propre (32201)      | 60. Lasséran (32200)                |
| 61. Lavardens (32204)               | 62. Laymont (32206)               | 63. Le Brouilh-Monbert (32065)   | 64. Leboulin (32207)                |
| 65. Lias (32210)                    | 66. Lombez (32213)                | 67. Lussan (32221)               | 68. Marambat (32231)                |
| 69. Marestaing (32234)              | 70. Marsan (32237)                | 71. Maurens (32247)              | 72. Meilhan (32250)                 |
| 73. Mirannes (32257)                | 74. Mirepoix (32258)              | 75. Monblanc (32261)             | 76. Monbrun (32262)                 |
| 77. Moncorneil-Grazan (32266)       | 78. Monferran-Plavès (32267)      | 79. Monferran-Savès (32268)      | 80. Mongausy (32270)                |
| 81. Montadet (32276)                | 82. Montamat (32277)              | 83. Montaut-les-Créneaux (32279) | 84. Montiron (32288)                |
| 85. Montpézat (32289)               | 86. Montégut (32282)              | 87. Montégut-Savès (32284)       | 88. Mérens (32251)                  |
| 89. Nizas (32295)                   | 90. Noilhan (32297)               | 91. Nougaroulet (32298)          | 92. Orbessan (32300)                |
| 93. Ordan-Larroque (32301)          | 94. Ornézan (32302)               | 95. Pavie (32307)                | 96. Pellefigue (32309)              |
| 97. Pessan (32312)                  | 98. Peyrusse-Massas (32316)       | 99. Polastron (32321)            | 100. Pompiac (32322)                |
| 101. Pouy-Loubrin (32327)           | 102. Preignan (32331)             | 103. Préneron (32332)            | 104. Pujaudran (32334)              |
| 105. Puycasquier (32335)            | 106. Puylausic (32336)            | 107. Pébées (32308)              | 108. Razengues (32339)              |
| 109. Riguepeu (32343)               | 110. Roquebrune (32346)           | 111. Roquefort (32347)           | 112. Roquelaure (32348)             |
| 113. Roquelaure-Saint-Aubin (32349) | 114. Sabaillan (32353)            | 115. Saint-André (32356)         | 116. Saint-Arailles (32360)         |
| 117. Saint-Caprais (32467)          | 118. Saint-Cricq (32372)          | 119. Saint-Georges (32377)       | 120. Saint-Germier (32379)          |
| 121. Saint-Jean-Poutge (32382)      | 122. Saint-Jean-le-Comtal (32381) | 123. Saint-Lary (32384)          | 124. Saint-Lizier-du-Planté (32386) |
| 125. Saint-Loube (32387)            | 126. Saint-Martin-Gimois (32392)  | 127. Saint-Sauvy (32406)         | 128. Saint-Soulan (32407)           |
| 129. Saint-Élix (32374)             | 130. Sainte-Anne (32357)          | 131. Sainte-Christie (32368)     | 132. Sainte-Marie (32388)           |
| 133. Samatan (32410)                | 134. Sansan (32411)               | 135. Saramon (32412)             | 136. Sauveterre (32418)             |
| 137. Sauvimont (32420)              | 138. Savignac-Mona (32421)        | 139. Seissan (32426)             | 140. Seysses-Savès (32432)          |
| 141. Simorre (32433)                | 142. Sirac (32435)                | 143. Ségoufielle (32425)         | 144. Sémézies-Cachan (32428)        |
| 145. Tachoires (32438)              | 146. Thoux (32444)                | 147. Tirent-Pontéjac (32447)     | 148. Touget (32448)                 |
| 149. Tournan (32451)                | 150. Tourrenquets (32453)         | 151. Traversères (32454)         | 152. Tudelle (32456)                |
| 153. Vic-Fezensac (32462)           | 154. Villefranche (32465)         |                                  |                                     |